# Mon (moneda)

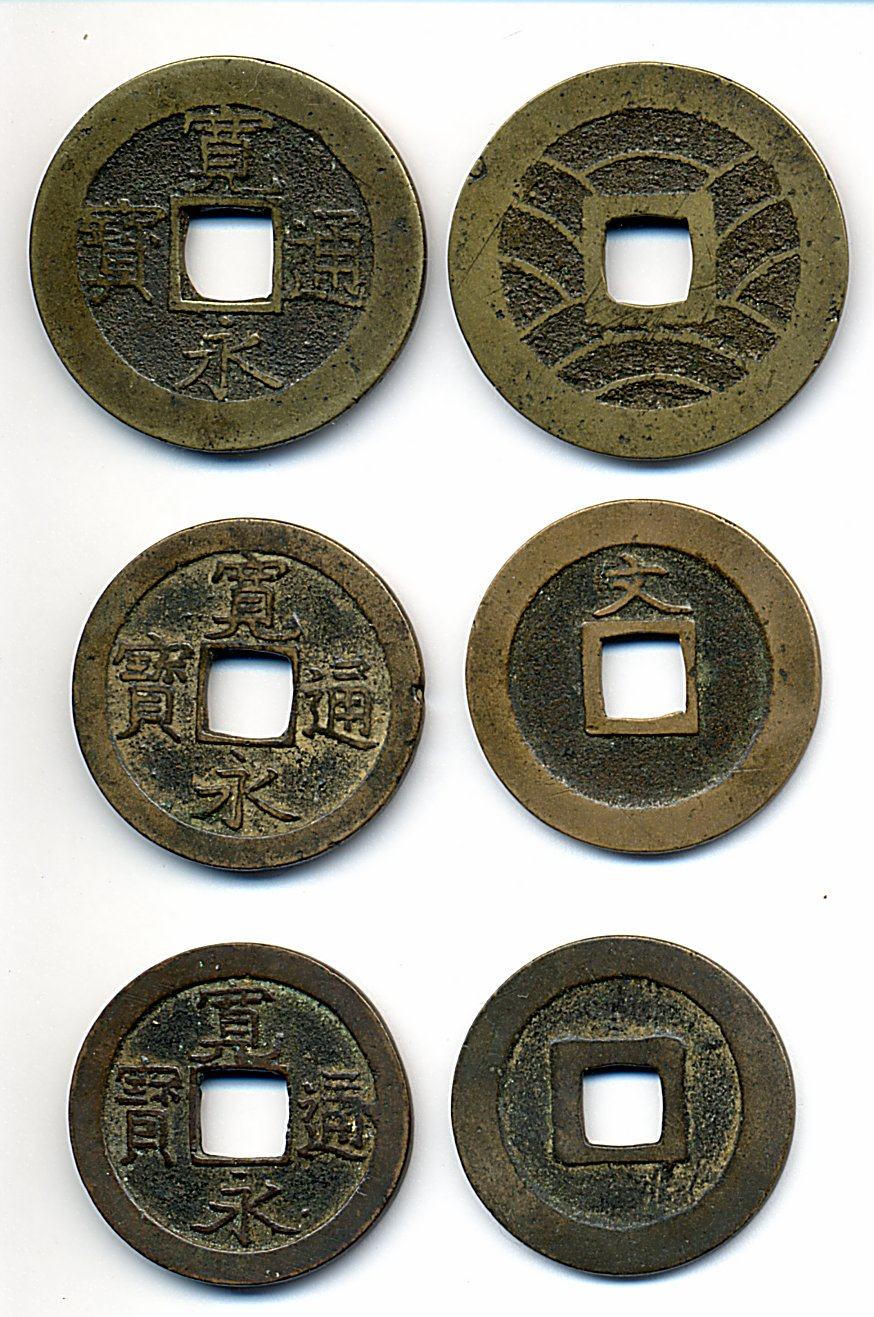
Monedas japonesas del tipo Kan'ei Tsūhō. Las superiores valían 4 mon cada una. Las otras valían 1 mon cada una.

El mon (文) fue la moneda de Japón desde el período Muromachi en 1336 hasta principios del período Meiji en 1871. Co-circuló con el nuevo sen hasta 1891. El Kanji para mon es 文 y el carácter de la moneda fue ampliamente utilizado en la esfera cultural china (un ejemplo de ello fue el Cash chino).
A lo largo de la historia japonesa, hubo muchos estilos de moneda en función de la forma, el diseño, el tamaño o el material. Los mones eran acuñados en cobre o hierro, y circularon junto a lingotes de plata y oro denominados shu, bu y ryō. La equivalencia original era 4000 mon = 16 shu = 4 bu = 1 ryo. En 1869, debido a la depreciación contra el oro, la nueva fijación se estableció oficialmente en 1 ryo/yen = 10.000 mon. 
La modernización económica durante la era Meiji incluyó la adopción de un sistema monetario basado en el yen, que se introdujo en 1871 como parte de las reformas para modernizar el país y hacerlo más compatible con las normas internacionales. El nuevo sistema monetario no sólo cambiaría la forma de las monedas, sino que también estandarizó por primera vez los pesos, denominaciones y relaciones entre ellos. En 1871, el yen pasó a reemplazar las antiguas denominaciones duodecimales. A mediados de ese año aparecieron nuevas monedas de 5, 10 y 50 senes (plata) y 2, 5, 10 y 20 yenes (oro). Estas nuevas monedas tomaron una forma redonda según los estándares occidentales. Las monedas de oro se emitieron entre 1870 (tercer año del período Meiji) hasta 1931, cuando debido al colapso monetario se abandonó la acuñación de monedas de oro en buena parte del mundo. Los mones (1, 4, 100, 250, etc.) siguieron siendo una necesidad para la gente común y se mantuvieron en circulación hasta 1891. En 1954, la inflación de la posguerra eliminó todas las denominaciones menores de 1 yen. 